# Пенелей
Панеле́й (дав.-гр. Πηνέλεως; ім'я означає «людина з долини Панела») — персонаж давньогрецької міфології, син Гіппалкіма і Астеропи, батько Офельта.
Узяв участь у поході аргонавтів під орудою Ясона до Колхіди за золотим руном.
Наречений Єлени Троянської. Був учасником Троянської війни, воював на боці греків, привів під Трою як вождь беотійців 12 кораблів. Згідно з «Іліадою» вбив 2 троянських воїнів. Знаходився всередині Троянського коня, у ніч взяття Трої вбив Кореба. За деякими версіями був поранений Полідамантом, а згодом вбитий Евріпілом, сином Телефа.
На честь його названо астероїд «13181 Пенелей».